# Josué Rodríguez Giménez
Carlos Josué Rodríguez Giménez (Barcelona, 2 de gener de 1990), més conegut com a Josu, és un futbolista català que juga com a davanter amb el Club de Futbol Badalona de la Tercera Federació,Grup 5.

## Carrera esportiva
Va començar a jugar a futbol amb 6 anys en el Pàmpols, que era l'escola de futbol del CE Europa. Va romandre al club al llarg de 13 anys pujant dins les categories fins que el 2009, amb 19 anys, va debutar en el primer equip contra la UDA Gramanet. Aquest fet el va convertir en el jugador canterà amb més anys al club en debutar al primer equip. La resta de la temporada 2009-10 va jugar escassos 57 minuts, fent que volgués marxar del club per poder jugar més i fitxant pel CD Masnou, on estaria només per la temporada 2010-11.
Fitxaria pel FC Vilafranca per jugar la temporada 2011-12 i d'allà va passar a les files de la UE Sant Andreu, on va jugar dues temporades (2012-13, 2013-14) en la seva primera etapa al club. Després va marxar al Cerdanyola FC jugant una temporada i compaginant-se la feina de coordinador de futbol 7 del CE Júpiter, club on acabaria jugant una temporada. En la campanya 2016-17 va tornar al Vilafranca, on acabaria jugant els play-offs sense èxit, i marxaria tot seguit al Sant Andreu. En aquesta segona etapa al club quadribarrat va guanyar la Copa Catalunya de 2019 contra el Vilafranca, va arribar a setzens de finals de la copa del Rei de 2019 contra l'Atlètic de Madrid i va arribar a la final del play-off d'ascens a 2a B on var perdre contra el Castelló. Degut als nombrosos esforços per poder pujar de divisió sense èxit després de tres temporades, va marxar al Terrassa FC. En aquest club aconseguiria ascendir a Segona RFEF en la primera campanya i estaria una més (2021-22) sent títular indiscutible fins que marxaria a la UE Sant Andreu per tercera vegada.
En aquesta tercera etapa al club andreuenc va assolir l'ascens a 2a RFEF 15 anys després de l'últim en un partit contra el Salamanca UDS que es va allargar fins les 3 hores i 22 minuts per les condicions meteorològiques que van inundar el camp amb resultat final de 1-2 (2-3 global).Les dues temporades següents,Josu va continuar al club andreuenc, assolint l'accés a dos play-offs d'ascens a Primera Federació que van resultar en dues eliminacions per part del Zamora CF (2023/2024) i del Rayo Majadahonda (2024/25) Sent aquest el seu últim partit amb el conjunt andreuenc.

De cara a la temporada 2025/26 el davanter iniciarà una nova experiència a tercera federació després de fitxar pel Club de Futbol Badalona.